# Bevers (Narnia)

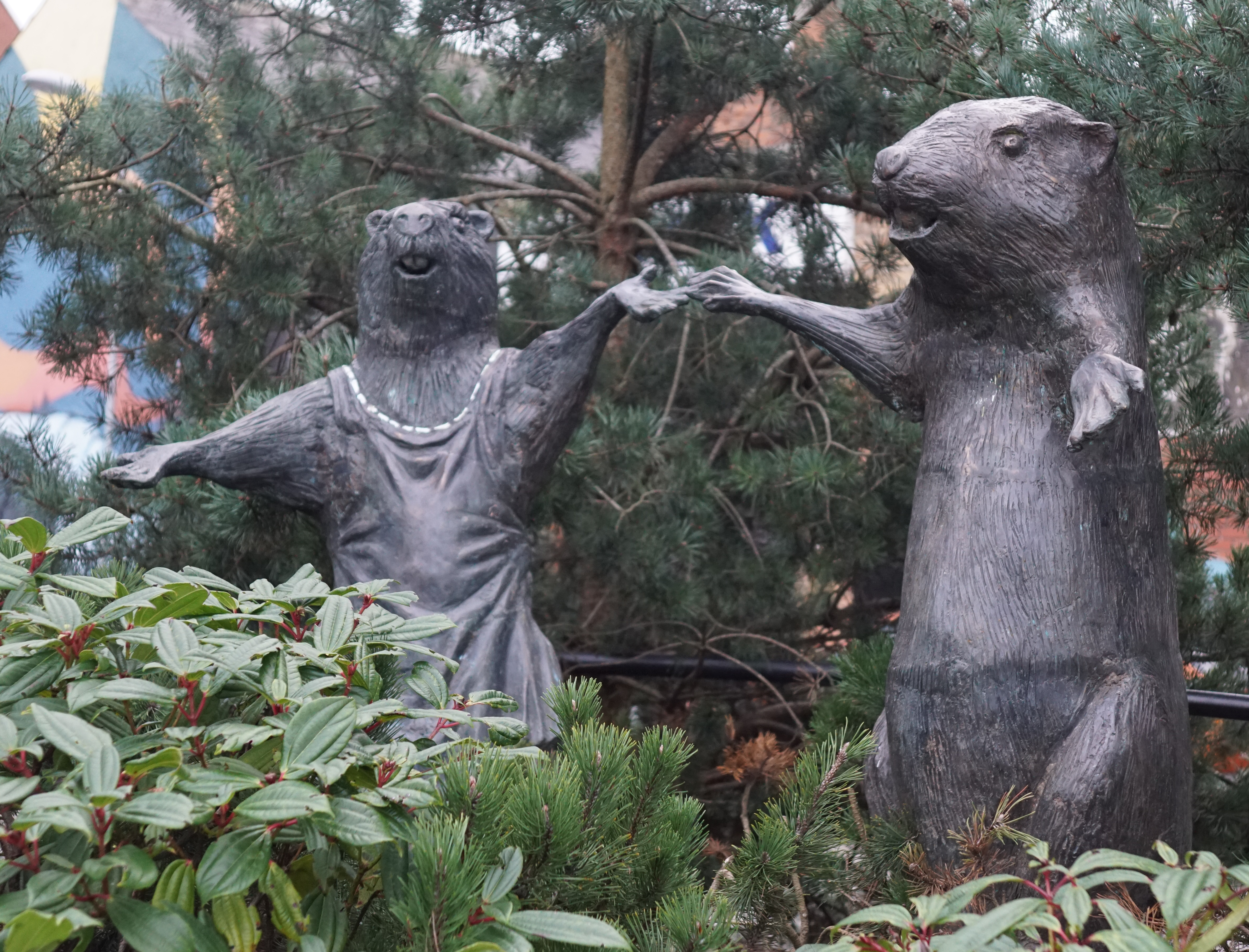
Meneer en mevrouw Bever (CS Lewis Square, Belfast)

Meneer en Mevrouw Bever (Engels: Mr. and Mrs. Beaver) zijn personages uit Het betoverde land achter de kleerkast en Het laatste gevecht, van De Kronieken van Narnia door C.S. Lewis. Het zijn de enige hoofdrolspelers die niet met een naam worden aangeduid. Jadis, de Witte Heks had een hekel aan bevers, ze heeft ze allemaal uitgemoord.

## Het betoverde land achter de kleerkast
Na hun aankomst in Narnia ontmoeten Peter, Susan, Edmund en Lucy Meneer Bever en gaan ze mee naar zijn huisje op de beverdam, waar ze Mevrouw Bever ontmoeten. Dat huisje, dat de vorm heeft van een bijenkorf, staat in de buurt van het Lantarenwoud. Tijdens het eten, legt Meneer Bever daar de geschiedenis en de verwachte toekomst van Narnia uit en leidt de kinderen naar de Stenen Tafel waar ze Aslan ontmoeten.
Tijdens de Slag van Beruna zorgt Mevrouw Bever voor Edmund, die later door Lucy genezen wordt. De Pevensies geven Meneer en Mevrouw Bever onderscheidingen na hun kroning en Meneer Bever waarschuwt dat Aslan tijdens het feest zal verdwijnen.

## Het laatste gevecht
Hier zijn Meneer en Mevrouw Bever in de tuin, in het nieuwe Narnia, samen met alle andere helden uit Narnia.